# Limnohelina grisea
Limnohelina grisea är en tvåvingeart som beskrevs av Malloch 1930. Limnohelina grisea ingår i släktet Limnohelina och familjen husflugor. Inga underarter finns listade i Catalogue of Life.